# Leibethriderna
Leibethriderna var två najadnymfer i grekisk mytologi. Deras namn var Libethrias och Petra och de bodde i källorna vid berget Helikons fot; källan i Libetrios i Boiotien (centrala Grekland, Libethras) och källan i Leibethron i Piera (norra Grekland, Petra).
De var möjligtvis döttrar till flodguden Termessos.